# Walter Heess
Walter Heess, né le 30 décembre 1901 et mort le 1er mai 1945 est un criminel de guerre nazi.

## Biographie
Il est né le 30 décembre 1901 à Ludwigsburg ; son père est inspecteur. En 1920, il étudie à Stuttgart, la chimie à l'Université technique. Il obtient un doctorat mai 1925. En 1926, il travaille comme chimiste pour la ville de Stuttgart.
En mai 1933, il a rejoint le NSDAP et l'été 1933, la SA. En 1935, il devient chef du Département de chimie médico-légale et de sciences judiciaires.
En avril 1938, il est nommé à la tête du nouvel Institut technique criminel ( CTI ) de la Police de sécurité du Bureau de police du Reich ( RKPA ) et y est resté jusqu'à la fin de la guerre. Le RKPA est formé en 1939 ; il est dirigé par le major-général Arthur Nebe.
Il participe à la planification et à la préparation du projet T4, le sacrifice prévu des malades mentaux et des handicapés, avec des méthodes appropriées pour tuer et enfin en tant que fournisseur du nécessaire pour le conseil joint tuant ainsi de grandes quantités de personnes à l'aide de poison et de gaz de monoxyde de carbone.
Heeß et Widmann ont développé une méthode efficace de tuer les malades mentaux dans les territoires occupés de l'Est. Des chambres à gaz mobiles par camion doivent être munis d'un corps de boîte étanche au gaz. Dans le corps de boîte, les fumées d'échappement des voitures pourraient être lancés avec un tuyau. À la fin de septembre 1941, Walter Rauff met au point la conception technique. Le premier "gazage d'essai" se fait quelques semaines plus tard à Oranienburg-Sachsenhausen avec un prototype de camionnette de gaz.
En mai 1945, il s'empoisonne avec sa femme et avec leurs enfants.